# Eucleoteuthis
Eucleoteuthis is een geslacht van inktvissen uit de familie van de Ommastrephidae.

## Soort
- Eucleoteuthis luminosa (Sasaki, 1915)